# Premi Nacional de Patrimoni Cultural
El Premi Nacional de Patrimoni Cultural formà part dels Premis Nacionals de Cultura i fou concedit anualment per la Generalitat de Catalunya, reconeixent la trajectòria professionals de cada guardonat en la seva categoria defensant el patrimoni cultural, amb una dotació de 18.000 euros.
El premi fou designat per un jurat encapçalat pel Conseller de Cultura i era atorgat en una cerimònia realitzada entre els mesos de setembre i octubre presidida pel President de la Generalitat, conjuntament amb la resta de Premis Nacionals de Cultura. A principis d'abril de 2013 es va fer públic que el Govern de la Generalitat de Catalunya reduïa els premis Nacionals de Cultura de 16 a 10 guardonats, i n'abolia les categories, creant un sol guardó de Premi Nacional de Cultura, amb la intenció de "tallar el creixement il·limitat de categories".

## Guanyadors
Des de 1995 el Premi Nacional de Patrimoni Cultural s'ha atorgat a:
- 1995 — Arcadi Pla i Masmiquel
- 1996 — Josep Perarnau i Espelt
- 1997 — Francisco Javier Asarta Ferraz, Robert Brufau i Niubó i Raquel Lacuesta
- 1998 — Joan Rodon i Bonet
- 1999 — Lluís Clotet i Ballús i Ignasi Paricio Ansuátegui
- 2000 — Ignasi de Solà-Morales i Rubió, Xavier Fabré i Carreras i Lluís Dilmé i Romagós
- 2001 — Enric Miralles i Moya (a títol pòstum) i Benedetta Tagliabue
- 2002 — Secció Filològica de l'Institut d'Estudis Catalans per l'Atles Lingüístic del Domini Català[3]
- 2003 — Museu Episcopal de Vic
- 2004 — Manel Risques Corbella i Ricard Vinyes Ribas
- 2005 — L'Avenç
- 2006 — Museu del Cinema de Girona
- 2007 — Coordinadora de Centres d'Estudis de Parla Catalana
- 2008 — Patronat d'Estudis Osonencs
- 2009 — Fundació Vila Casas
- 2010 — Albert García Espuche
- 2011 — David Balsells[4]
- 2012 — Museu Etnogràfic de Ripoll[5]